# Kay megye (Oklahoma)
Kay megye az Amerikai Egyesült Államokban, azon belül Oklahoma államban található. Megyeszékhelye Newkirk, legnagyobb városa Ponca City. Lakosainak száma 43 700 fő (2020. április 1.). Kay megye Cowley, Noble, Osage, Garfield, Grant és Sumner megyékkel határos.

## Népesség
A megye népességének változása:
| Lakosok száma | 46 436 | 45 947 | 45 779 | 45 633 | 45 366 | 43 700 |
|               | 2010   | 2011   | 2012   | 2013   | 2015   | 2020   |